# Wornie (rejon oszmiański)
Wornie (biał. Варні; ros. Ворни) − wieś na Białorusi, w obwodzie grodzieńskim, w rejonie oszmiańskim, w sielsowiecie Murowana Oszmianka.

## Historia
W czasach zaborów wieś włościańska w okręgu wiejskim Murowana Oszmianka, w gminie Polany, w powiecie oszmiańskim, w guberni wileńskiej Imperium Rosyjskiego. W 1866 roku liczyła 124 mieszkańców w 12 domach. Należała do dóbr skarbowych Daukszyszki. W 1905 roku liczyła 172 mieszkańców, 224 dziesięcin.
W latach 1921–1945 wieś leżała w Polsce, w województwie wileńskim, w powiecie oszmiańskim, w gminie Polany.
W 1931 wieś w 33 domach zamieszkiwało 177 osób.
Wierni należeli do parafii rzymskokatolickiej i prawosławnej w Murowanej Oszmiance. Miejscowość podlegała pod Sąd Grodzki w Oszmianie i Okręgowy w Wilnie; właściwy urząd pocztowy mieścił się w Murowanej Oszmiance.
Po II wojnie światowej w granicach Związku Sowieckiego. Od 1991 w niepodległej Białorusi.